# Puente Chirre
El puente Chirre fue construido entre los años 1940 - 1945, en hormigón armado, como puente ferroviario del subramal que partía desde la Estación Crucero del Ramal Cocule-Lago Ranco. El puente Chirre, se encuentra ubicado en la comuna de Río Bueno, Provincia del Ranco, Región de Los Ríos, ha sido declarado Monumento Nacional según decreto N° 0371 con fecha del 23 de noviembre de 2017.
El puente Chirre se encuentra aproximadamente a una hora de la comuna de Río Bueno, saliendo por la ruta T-933 camino al poblado de Crucero y luego siguiendo por la Ruta T-941 en dirección al Lago Puyehue. Al día de hoy dicho paso ferroviario, es de propiedad del MOP; su uso actual es de puente vial. El puente Chirre fue construido en el contexto de ramal y subramales ferroviarios; sin embargo cambió su uso ferroviario a uso vial. El Puente Chirre tiene 114 m de longitud, 4,4 m de ancho y 67 m de altura, con 6 pilares y una longitud de vano entre pilares de 8,3 m.

## Características de la Construcción
Que los valores específicos del puente Chirre son los siguientes:
- A. La altura en la cual fue construido, las inclemencias climáticas a las que está expuesto y su contexto deshabitado y relativamente inaccesible, hace de este puente una de las obras más significativas desarrolladas en el sistema de ramales ferroviarios de la Región de Los Ríos.
- B. Representó una compleja obra de ingeniería, mediante la utilización de moldajes estructurados en madera, apoyados sobre pilotes hincados bajo el nivel del río, en una extensión vertical que supera los 100 metros de altura.
- C. Es uno de los primeros puentes de arco inferior de hormigón armado construidos en Chile durante la primera mitad del siglo XX, siendo el más alto en su tipo.
- D. Gracias a su alto estándar constructivo resistió el terremoto de 1960, está en buen estado de conservación, lo que permitió su reutilización como conexión vial en la actualidad.
- E. Constituye un hito del sub ramal ferroviario Crucero - Puyehue, inserto armónicamente en su entorno compuesto por profundas quebradas cubiertas de vegetación nativa y el río Chirre, conformando un paisaje cultural que es importante preservar; Que, los atributos que se identifican para este puente son los que a continuación se indican:

1. Arco inferior: Se conforma de una sola losa de hormigón armado de casi 2,0 m de espesor y 7,5 m de ancho con una luz de arco de 66,7 m. Este arco sobresale lateralmente 1,5 m sobre el tablero en ambos lados que le da mayor resistencia ante efectos sísmicos.
2. Vanos secundarios: Son cuatro de 11,83 m. cada uno, dos a cada lado del arco con vigas continuas sobre los dos vanos. La cepa central tiene una muy marcada inclinación lateral de 45° para hacer frente a las solicitaciones sísmicas.
3. Tablero superior: se conforma de una losa de hormigón armado de 4,4 m sobre 4 vigas longitudinales de hormigón armado de un canto de 1 m. En el centro el tablero tiene una conexión monolítica con el arco sobre una longitud de unos 15 m. El tablero en los vanos secundarios consta de sólo dos vigas longitudinales con un canto de 2,0 m.
4. Pilares sobre el arco: Están formados por dos columnas de 50 x 50 cm. ligeramente inclinados transversalmente, arriostrados entre sí con travesaños y cruces de San Andrés.

## Galería

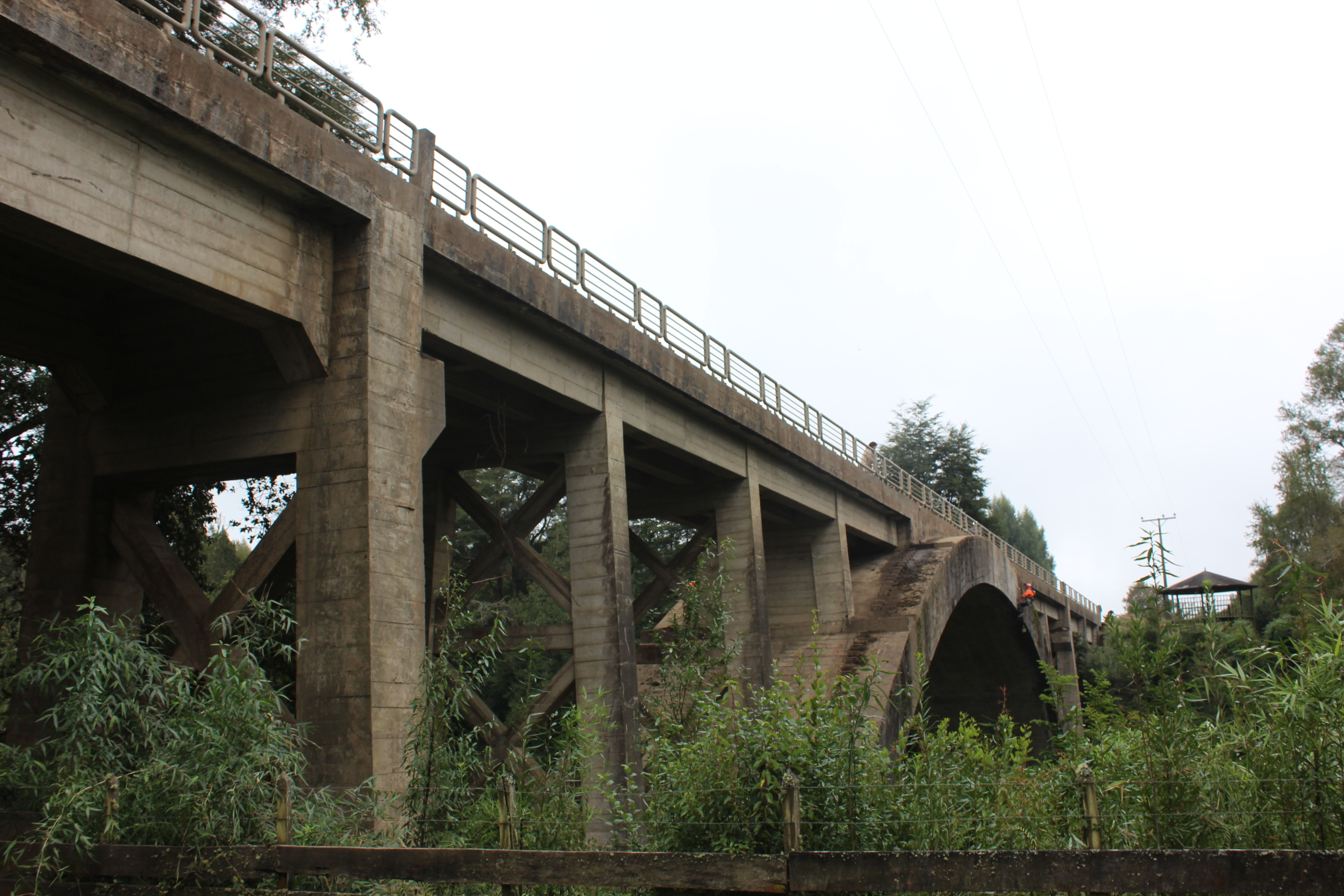
Puente Ferroviario, de gran importancia para el transporte de madera y pasajeros.
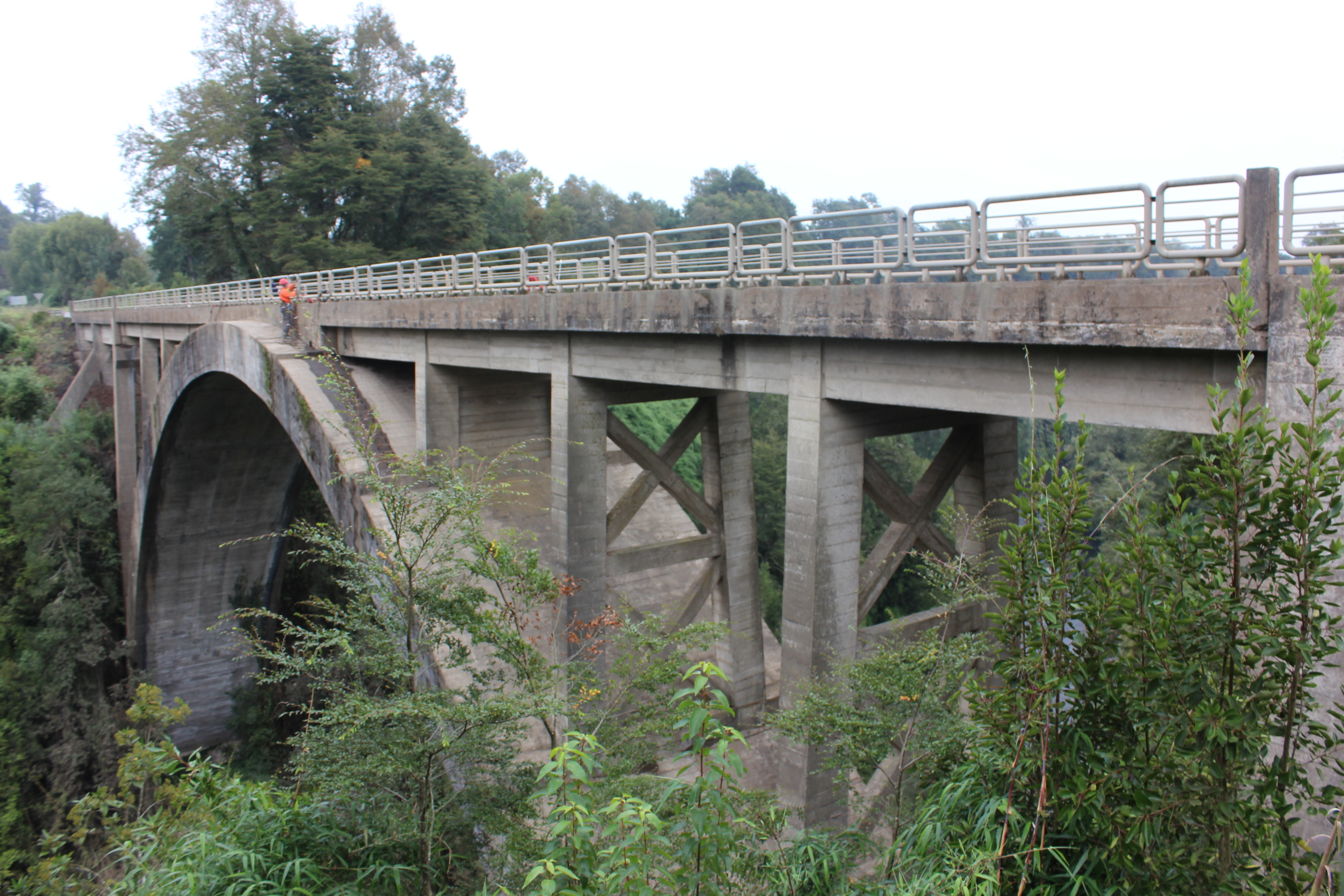
Puente Ferroviario, ubicado entre la comuna de Río Bueno y Entre Lagos. Declarado Monumento Nacional el 23 de noviembre de 2017. Chile
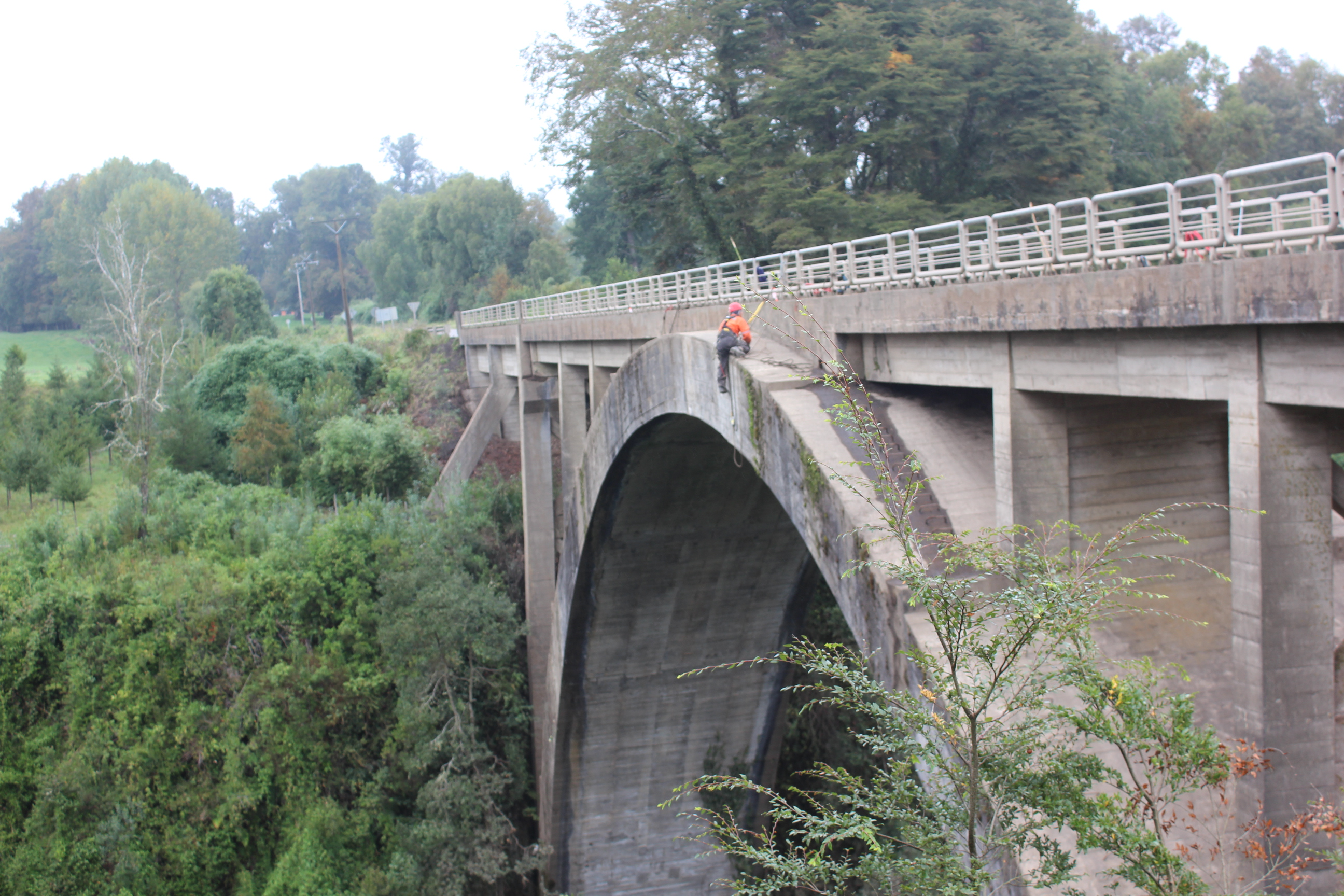
Puente Ferroviario declarado bien patrimonial, construido entre los años 1940 y 1945.